# 心の愛
「心の愛」（原題: I Just Called to Say I Love You）は、スティーヴィー・ワンダーが1984年に発表した楽曲。

## 解説
ジーン・ワイルダーの監督映画『ウーマン・イン・レッド』のサウンドトラックに使用され、アカデミー歌曲賞とゴールデングローブ賞 主題歌賞を受賞した。シングルとしても、本国のアメリカでは『ビルボード』誌のBillboard Hot 100、R&Bチャート、アダルト・コンテンポラリー・チャートの3部門で1位を獲得する大ヒットとなった。イギリスでは、スティーヴィーにとって初の全英シングルチャート1位獲得作品となった。
日本では、子供たちのコーラスをフィーチャーした別ヴァージョンが、スティーヴィー自身も出演したTDKのCMソングに使用された。また、1995年にDDI（現：KDDI）「なかよしネット」のCMソングに、1997年から2001年にかけて、日本のテレビドラマ『君の手がささやいている』の主題歌に起用された。
もともと1979年にブレッド&バターへ提供した曲である。「I Just Called To Say I Love You」以外の歌詞はなく、松任谷由実が作詞、細野晴臣が編曲を担当した。「特別な気持ちで」というタイトルで発売を待つばかりであったが、直前にスティーヴィー側から、映画の主題歌として使うためこちらに先に発売させて欲しいという申し出があったため、発売は中止となった。5年後にリリースの許可が出たので再レコーディングし、発表している。
その後、スティーヴィーがパートナーとの間で曲の著作権問題で裁判になった時、ブレッド&バターに曲をプレゼントした際のデモテープが証拠となり勝訴した。そのお礼として作った曲が、「Remember My Love」である。

## 収録曲
1. I Just Called to Say I Love You
2. I Just Called to Say I Love You (Instrumental)

## カヴァー
- ブレッド&バター - 1984年、呉田軽穂の作詞・細野晴臣の編曲による「特別な気持ちで」として発表した[16]。
- 渡辺典子 - 『あこがれ座』（1984年）
- ユン・ピョウ - 『元彪 ユン・ピョウ ファースト・アルバム』（1985年）
- NICOTINE - 『Will Kill You!!!』（1998年）
- ミー・ファースト・アンド・ザ・ギミー・ギミーズ - シングル「Stevie」（2003年）
- ハービー・ハンコック - 『ポシビリティーズ』（2005年／スティーヴィー・ワンダー本人もハーモニカで参加[17]）
- バリー・マニロウ - 『The Greatest Songs of the Eighties』（2008年）
- 雪村いづみ×西城秀樹×郷ひろみ×髙橋真梨子×岩崎宏美 - 1986年3月23日放送の『ミュージックフェア』1100回記念で、山本安見の訳詞により歌われた[18]。